# Марауш
Марауш (рум. Mărăuș) је насељено место општине Краива у жупанији Арад у Румунији. Према попису из 2021 године било је 244 становника. 

## Становништво
Према попису становништва из 2011. године у насељу је живело 314 становника. 
| Етнички састав према попису из 2011. године‍ | Етнички састав према попису из 2011. године‍ | Етнички састав према попису из 2011. године‍ | Етнички састав према попису из 2011. године‍ | Етнички састав према попису из 2011. године‍ |
| ------------------------------------------- | ------------------------------------------- | ------------------------------------------- | ------------------------------------------- | ------------------------------------------- |
|                                             |                                             |                                             |                                             |                                             |
| Румуни                                      | Румуни                                      |                                             | 238                                         | 75,8%                                       |
| Роми                                        | Роми                                        |                                             | 60                                          | 19,1%                                       |